# Oktoberfest
A Oktoberfest (também conhecida como "Wiesn" em Munique) é um festival de cerveja originado em Munique, Alemanha. Foi criado pelo rei bávaro Luís I para celebrar o seu casamento em 1810. A Oktoberfest é também uma feira de produtos e diversões celebrada em Munique (München), no estado da Baviera (Bayern), no sul da Alemanha, e disseminada por vários lugares do mundo. A Oktoberfest é frequentado anualmente por seis milhões de visitantes de todo o mundo e se inicia desde 1872 sempre no sábado depois do 15 de Setembro as 12h00 horas com a tradicional cerimonia de abertura "O'zapft is". Termina duas semanas mais tarde, no primeiro domingo de Outubro - daí o nome Oktoberfest (em alemão, "Oktober" significa outubro, "Fest", festa ou festival, literalmente "Festa de Outubro"). O preço de um litro de cerveja é tradicionalmente uma questão política: em 2015 o jarro chega a € 10,40 (US$ 11,60).

## Oktoberfest no Brasil
No Brasil, o primeiro festival foi realizado em Porto Alegre, no Rio Grande do Sul, em 8 de outubro de 1911, por iniciativa de Fernando Schlatter e um grupo de amigos, membros da Sociedade Die Haberer, em parceria com a Sociedade Ginástica Turner-Bund (posteriormente Sogipa).

### Santa Catarina
A Oktoberfest de Blumenau atrai turistas do Brasil e do exterior, especialmente da Alemanha. mas também de países vizinhos da América do Sul e da América do Norte, sendo considerada a maior festa alemã das Américas e a segunda maior do mundo - atrás apenas da Oktoberfest original, em Munique. Segundo o site oficial do evento, em 2009 a Oktoberfest de Blumenau, atraiu 731 934 visitantes que consumiram pouco mais de 450 mil litros de chope e 19 821 garrafas de cervejas importadas. Atualmente é considerada a maior festa Alemã das Américas, e em 2013 aconteceu entre os dias 3 e 20 de outubro.

### São Paulo
A Oktoberfest entrou para o calendário oficial de eventos da cidade apenas em 2017. Na ocasião, o evento foi realizado na Arena Anhembi, voltando a acontecer no mesmo local no ano seguinte. Em 2019, o festival ocorreu no Jockey Club.

## Galeria
Veja mais fotos da Oktoberfest.

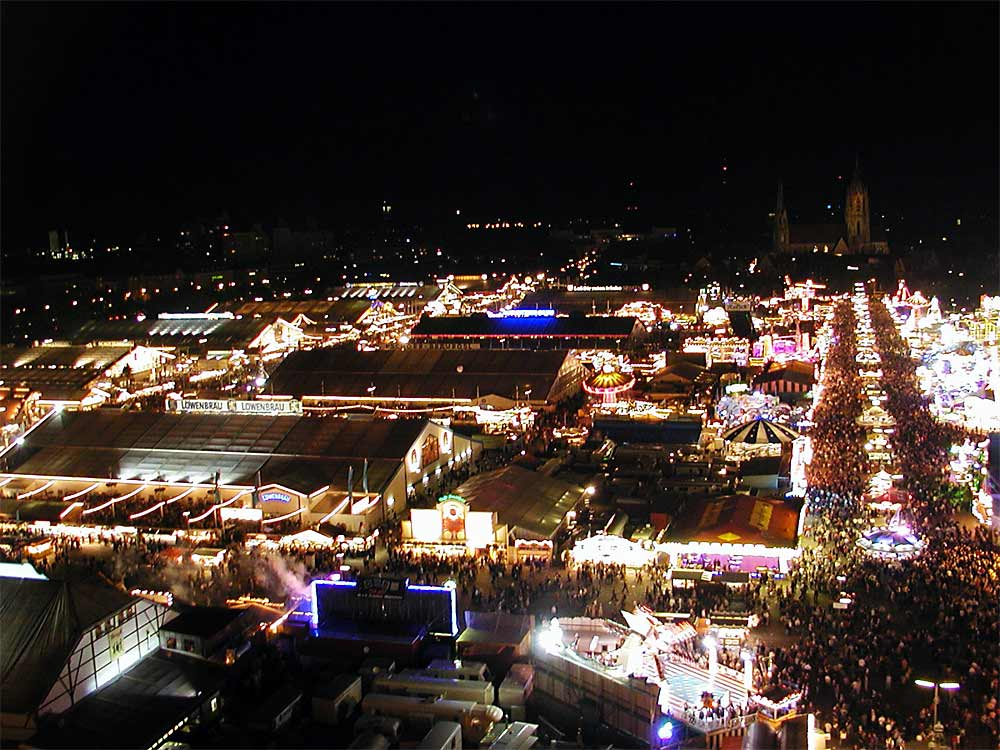
Oktoberfest de Munique
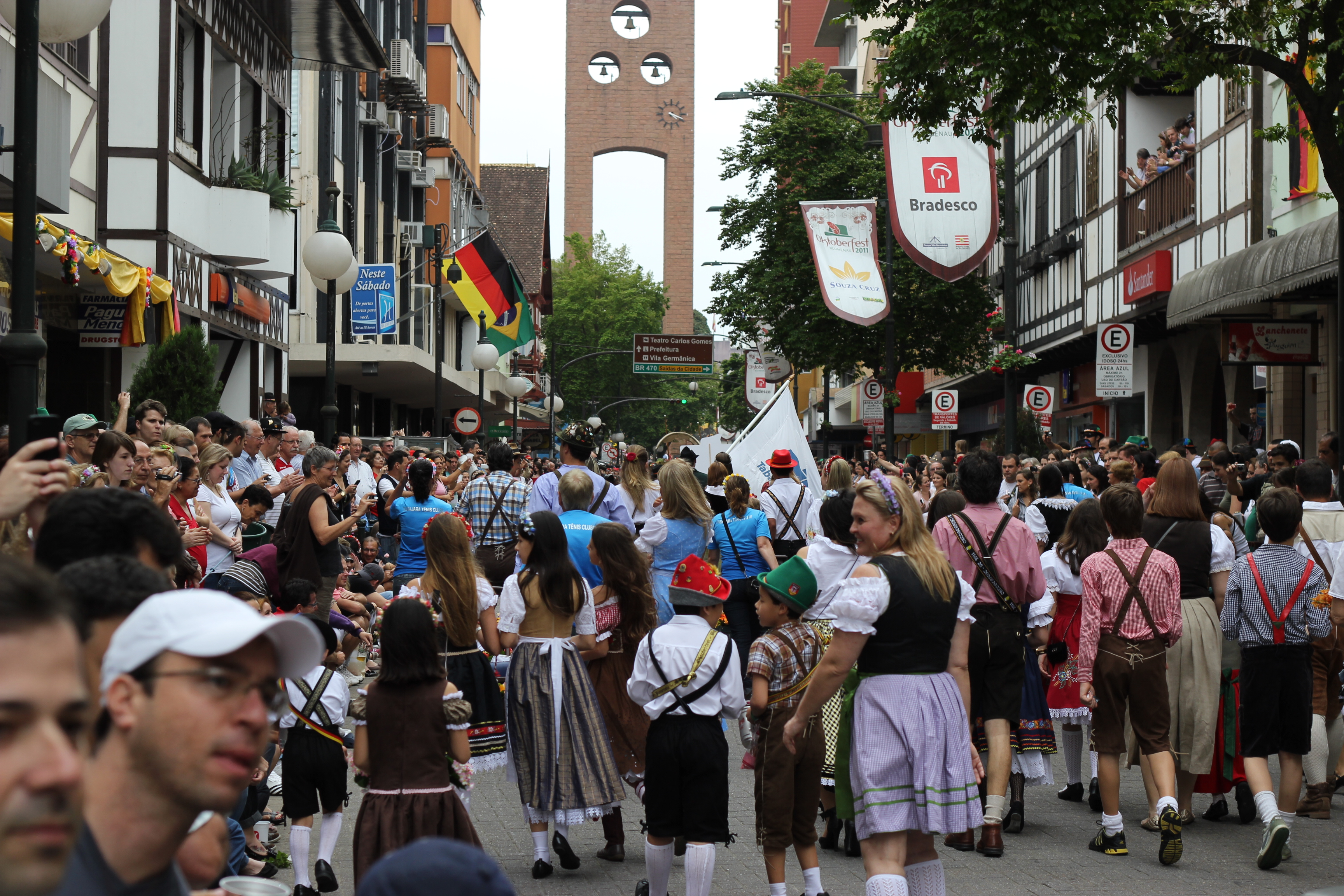
Dia de desfile na Oktoberfest de Blumenau.
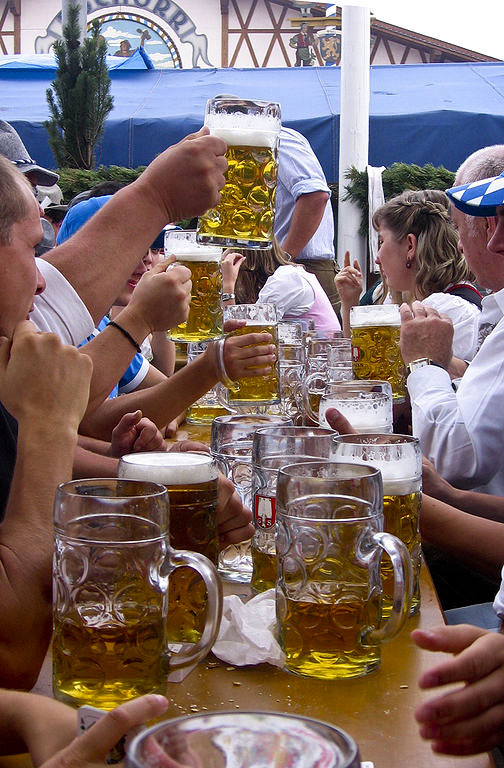
Oktoberfest de Munique
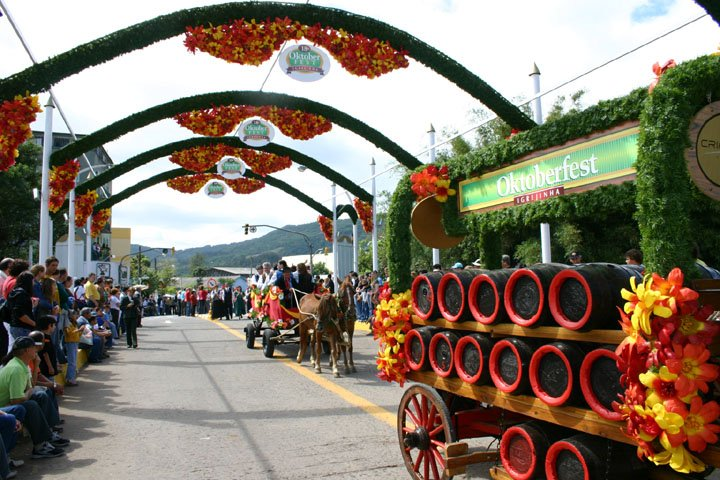
Oktoberfest de Igrejinha
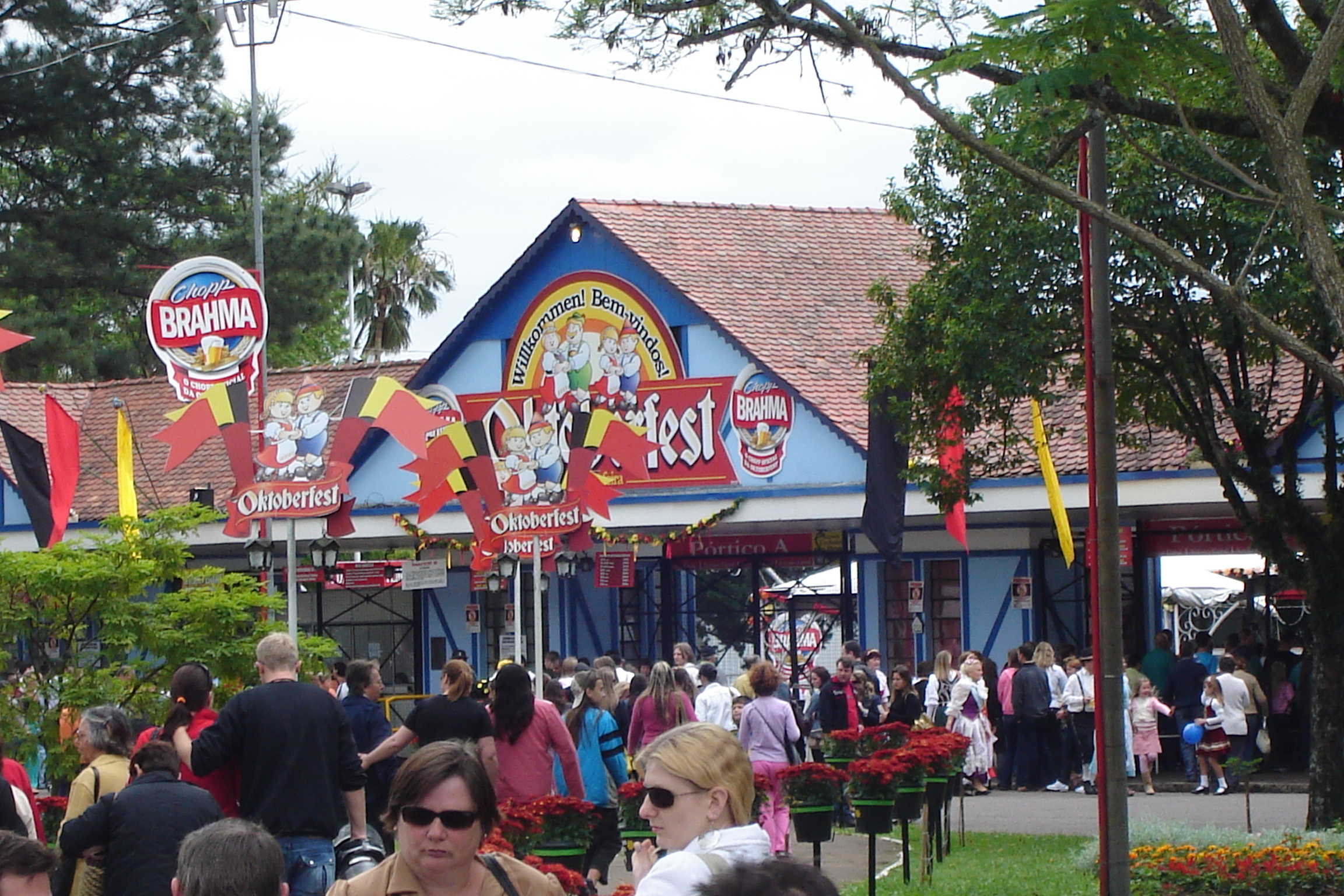
Oktoberfest de Santa Cruz do Sul
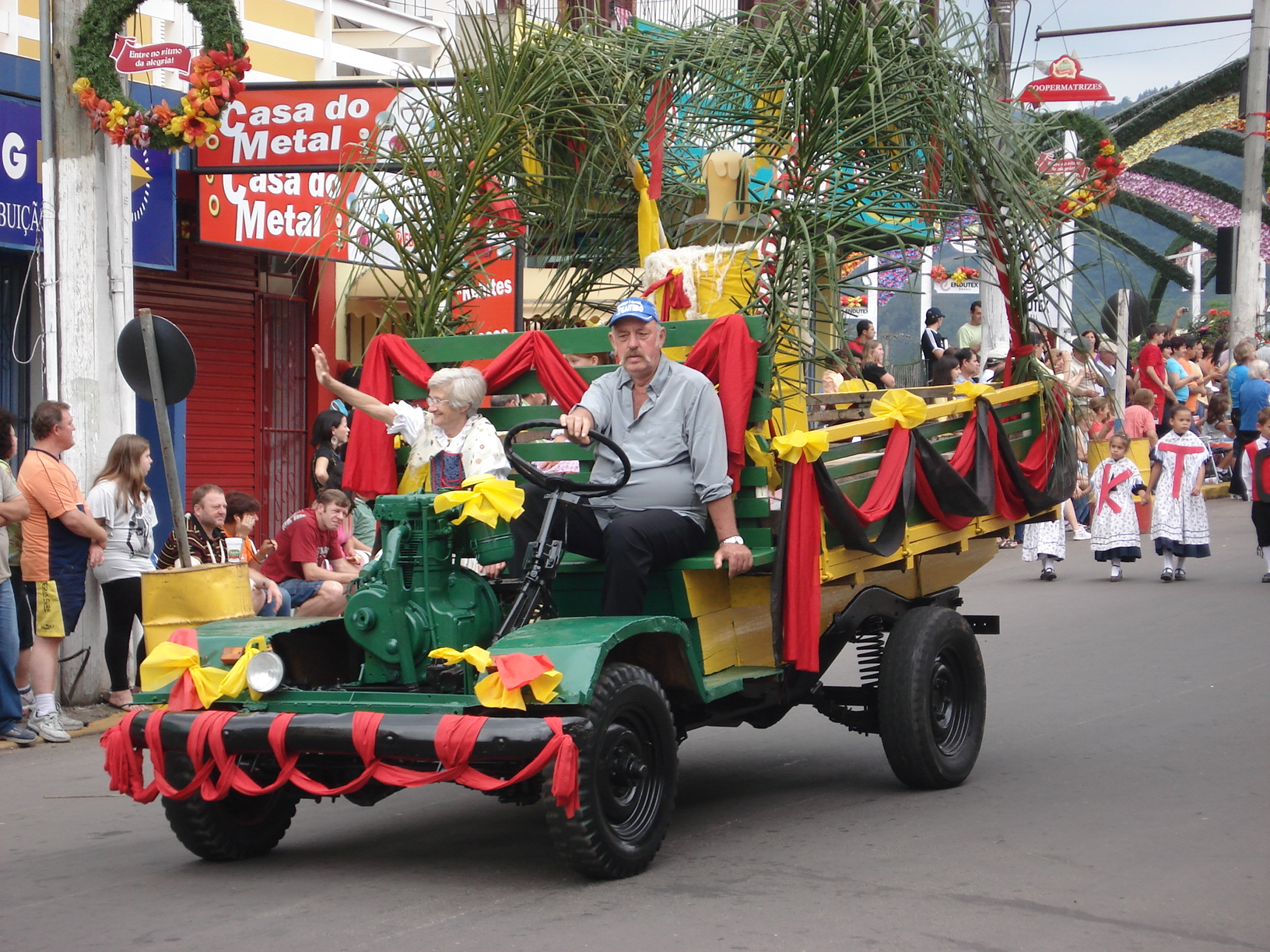
Desfile da Oktoberfest de Igrejinha